# Линчёпингский университет
Линчёпингский университет (швед. Linköpings universitet, LiU) — высшее учебное заведение в Линчёпинге, один из крупнейших университетов Швеции.
Хотя первое упоминание о учебном заведении в Линчёпинге относится к 1120 году, современный университет открыт в 1975 году на базе филиала Стокгольмского университета, действовавшего в городе с 1967 года. В 1977 году к университету присоединены педагогические колледжи Линчёпинга и расположенного в 40 км Норрчёпинга.
В 2016 году штат сотрудников университета насчитывал почти 4 тыс. человек, более половины — профессорский состав, численность студентов — около 27 тыс.

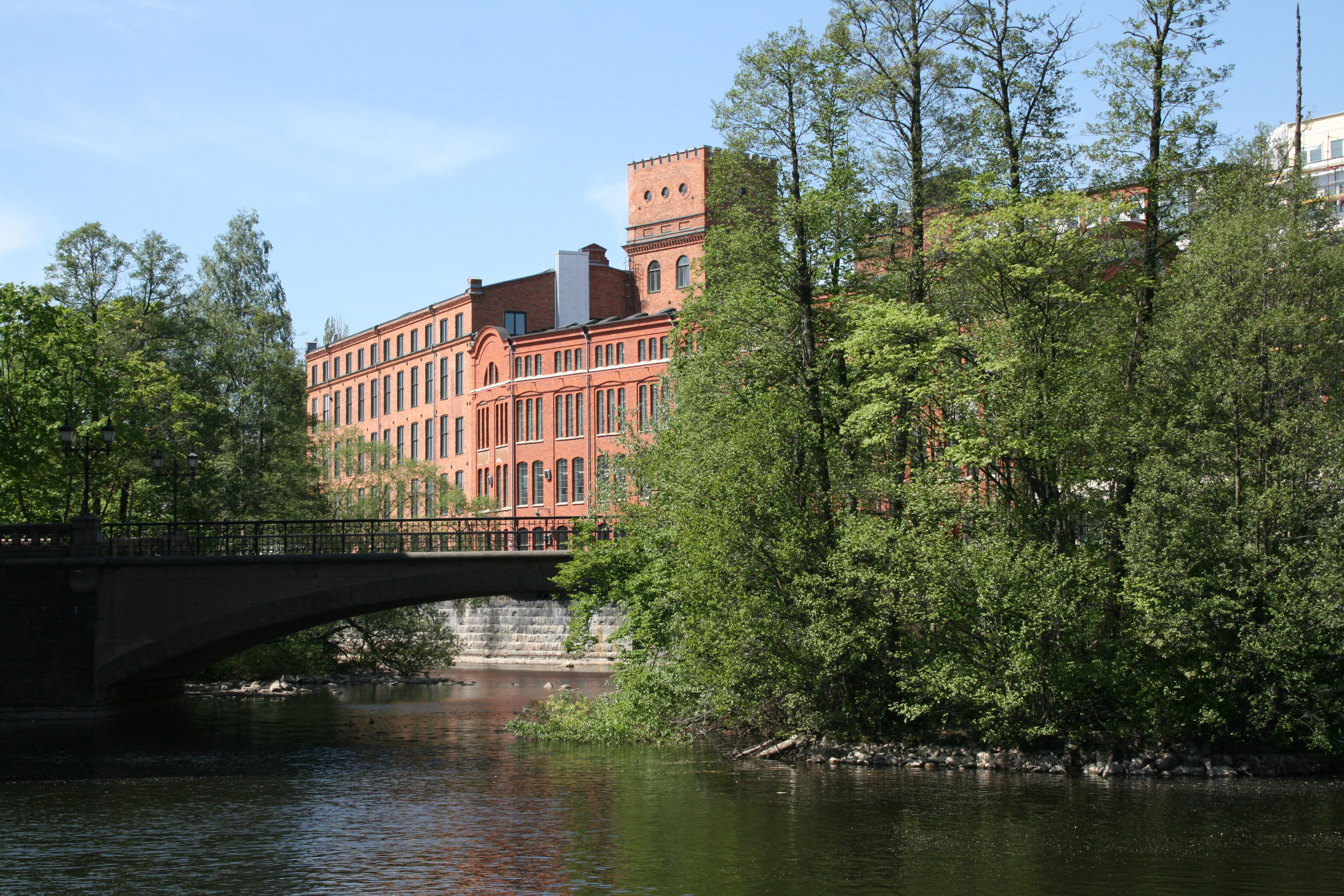
Kåkenhus — филиал университета в Норрчёпинге.

Университет предлагает 120 учебных программ, 550 преподавательских курсов и междисциплинарные исследования для выпускников, аспирантов и докторантов. Первым среди шведских университетов ввёл магистратуру по промышленному менеджменту. В 1986 году университет ввёл практический курс по медицине. В 2007 медицинский и инженерный факультеты были признаны Департаментом высшего образования Швеции лучшими вузовскими центрами.
При университете действует Национальный суперкомпьютерный центр в Швеции.